# Догдуров Мухамед
Мухамед Догдурович Догдуров (1906, село Кун-Батиш (Буркут) Пржевальського повіту Семиріченської області, тепер Тонського району Іссик-Кульської області, Киргизстан — 9 вересня 1968, місто Фрунзе, тепер Бішкек, Киргизстан) — радянський киргизький державний діяч, голова Киргизької республіканської ради профспілок, відповідальний редактор партійних газет і журналів. Депутат Верховної ради Киргизької РСР. Депутат Верховної ради СРСР 4-го скликання.

## Життєпис
Народився в родині селянина-бідняка. З 1917 року, після смерті батька, наймитував у баїв. У 1921 році вступив до комсомолу, обирався секретарем сільського комсомольського осередку.
З 1924 по 1927 рік навчався в Туптегійському (Каракольському) сільськогосподарському технікумі. З 1928 по 1929 рік навчався в радпартшколі і на робітничому факультеті в місті Твері (РРФСР). У 1930—1931 роках — студент літературного робітничого факультету при Московському державному університеті.
У 1931—1934 роках — редактор Киргизького державного видавництва; редактор журналу «Чабуул»; відповідальний секретар Організаційного комітету Спілки радянських письменників Киргизії.
У 1934—1940 роках — завідувач відділу радянського будівництва, завідувач партійного відділу, заступник редактора республіканської газети «Кизил Киргизстан».
Член ВКП(б) з 1937 року.
У 1940—1946 роках — відповідальний редактор республіканської газети «Кизил Киргизстан»; редактор республіканського журналу «Комуніст». У 1945 році закінчив центральні курси газетних працівників при ЦК ВКП(б).
У 1948 році закінчив річні курси перепідготовки керівних партійних і радянських працівників при Вищій партійній школі при ЦК ВКП(б).
У листопаді 1948 — червні 1958 року — голова Киргизької республіканської ради професійних спілок.
У 1958 — грудні 1960 року — голова президії правління Киргизького республіканського товариства дружби та культурного зв'язку із зарубіжними країнами.
З грудня 1960 по вересень 1968 року — редактор органу ЦК КП Киргизії республіканського журналу «Комуніст».
Одночасно, в 1962—1968 роках — голова Киргизького республіканського комітету солідарності із країнами Азії та Африки. Також був членом правління Спілки журналістів Киргизії.
Автор книг нарисів і публіцистичних статей «У країнах Азії» (1958) та «Світлий шлях» (1969), переклав на киргизьку мову роман «Мати» та повість «Мої університети» Максима Горького.
Помер 9 вересня 1968 року в місті Фрунзе (Бішкек).

## Нагороди
- три ордени Трудового Червоного Прапора (1957,)
- орден «Знак Пошани»
- медаль «За доблесну працю у Великій Вітчизняній війні 1941—1945 рр.»
- медалі